# Bolsa de Valores de Asunción
La Bolsa de Valores de A (BVA) es el índice bursátil de la bolsa paraguaya.

## Historia
La Bolsa de Valores de Asunción, entonces conocida como Bolsa de Valores y Productos de Asunción, fue fundada por la Cámara Nacional de Comercio y Servicios del Paraguay el 28 de septiembre de 1977 durante el gobierno de Alfredo Stroessner. Después de un largo período sin actividad en el mercado, en 1991 la Ley N ° 94/91 de Paraguay del Mercado de Valores fue aprobada, el establecimiento de los requisitos legales para la contratación de operaciones de mercado.
- Datos: Q8250595